# Haidscheffel
Haidscheffel (auch Heitscheffel oder Heidescheffel),  war ein Flächenmaß in Angeln, einer Region im heutigen Kreis Schleswig-Flensburg. Es ist ein Aussaatmaß und Schipp ist  eine mundartliche Bezeichnung für Scheffel. Es wird vermutet, dass die neuere Schreibweise Heidscheffel vom Hedeby, dem alten Namen der Stadt Schleswig abgeleitet ist. Gleichbedeutend war Buscheffel, was dem englischen Maß Bushel entsprechen soll.
- 1 Haidscheffel = 144 Quadratruten = 6 Schippsaat = 0,3 Hektar
- 120 Haidscheffel = 1 Hufe